# Finlands bildkonstorganisationers förbund

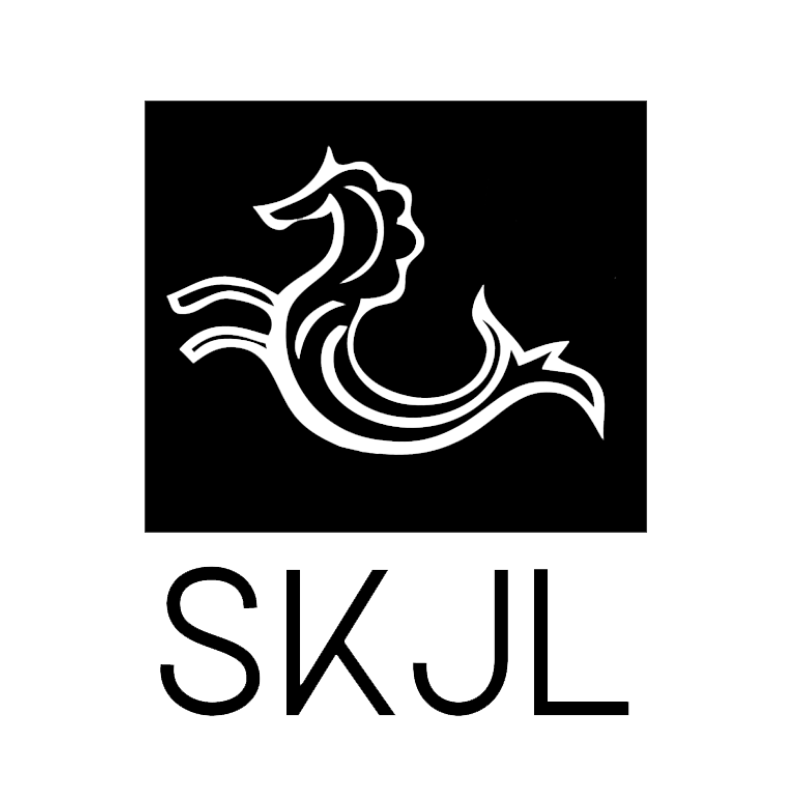
Förbundets logotyp.

Finlands bildkonstorganisationers förbund är ett centralorgan för lokala konstnärsklubbar och konstföreningar i Finland.
Förbundet, som grundades 1938, är en av sex underavdelningar i Konstnärsgillet i Finland. Förbundet bevakar konstnärernas intressen och strävar efter att öka samverkan mellan konstföreningarna och befrämja intresset för bildkonst. Till förbundet hörde 2005 39 föreningar med totalt omkring 3 020 konstnärsmedlemmar. År 2010 var antalet medlemsföreningar 46. Av föreningarna krävs att bland deras medlemmar finns konstnärer som uttagits till juryvalda utställningar. Förbundet strävar även efter att utjämna de lokala skillnaderna mellan konstnärernas inkomster, arbetsmöjligheter och konstutbudet i olika delar av landet samt medverkar i beslutsfattande organ och bidrar med utlåtanden till regionala och statliga konstkommissioner. Förbundet anordnar varje år två riksomfattande utställningar: en årsutställning till vilken deltagarna väljs av en jury samt en sommarutställning med inbjudna konstnärer. Förbundet har sedan 1992 årligen delat ut ett hederspris till personer som befrämjat bildkonsten. Förbundet äger villatomten Vilniemi i Karislojo, som tidigare tillhört konstnären Sigurd Wettenhovi-Aspa. Villan hyrs ut till bildkonstnärer.